# Скульптура Стародавнього Єгипту
Скульптура Стародавнього Єгипту — одна з найсамобутніших і строго канонічно розроблених областей мистецтва Давнього Єгипту. Скульптура створювалася і розвивалася, щоб представити царів і цариць у фізичній формі. Існувало також безліч зображень в могилах простих єгиптян, переважно з дерева, деякі з них збереглися. Статуї богів і фараонів ставилися на загальний огляд, на відкритих просторах і поза храмів. Великий сфінкс в Гізі більш ніде не повторювався в натуральну величину, проте алеї з зменшеними копіями сфінкса та інших тварин стали неодмінним атрибутом багатьох храмових комплексів. Саме сакральне зображення бога перебувало в храмі, у вівтарній частині, в човні або барці, зазвичай з дорогоцінних металів, жодне таке зображення не збереглося. Збереглася величезна кількість різьблених статуеток — від фігур богів до іграшок і посуду. Такі фігурки робилися не тільки з дерева, але і з алебастру, дорожчого матеріалу. Дерев'яні зображення рабів, тварин та майна клали в гробниці для супроводу померлих у загробному світі.

## Скульптура Раннього Царства

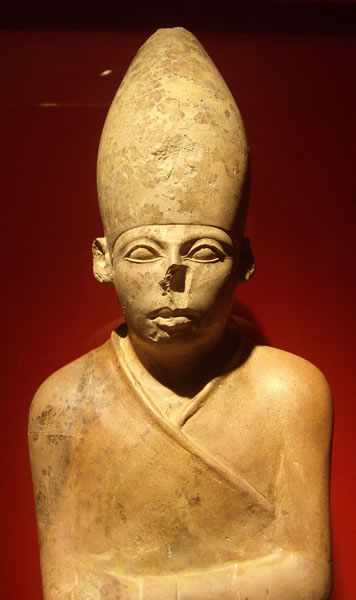
Статуя фараона Хасехемуї. Ашмольський музей Мистецтв і Археології. Оксфорд. Велика Британія.

Скульптура ранньодинастичного періоду походить переважно з трьох великих центрів, де знаходилися храми — Абідоса і Коптоса. Статуї служили об'єктом поклоніння, здійснення обрядів і мали присвятне призначення. Велика група пам'ятників була пов'язана з обрядом «Хеб-Сед» — ритуалом поновлення фізичної потужності фараона. До цього виду відносяться типи сидячих фігур царя і фігур, що йдуть, виконаних в круглій скульптурі і рельєфі, а також зображення його ритуального бігу — характерне виключно для композицій в рельєфі.
До переліку хеб-седних пам'ятників належить статуя фараона Хасехема, який представлений сидячим на троні в ритуальному вбранні. Ця скульптура вказує на удосконалення технічних прийомів: фігура має правильні пропорції та об'ємно змодельована. Тут вже виявлено основні риси стилю — монументальність форми, фронтальность композиції. Нерухома поза статуї, вписується в прямокутний блок трону, в обрисах фігури переважають прямі лінії. Особа Хасехема портретна, хоча риси його значною мірою ідеалізовані. Звертає увагу постановка очей в орбіті з опуклим очним яблуком. Подібний прийом виконання поширювався на всю групу пам'ятників того часу, будучи характерною стилістичною ознакою портретів Раннього царства. До цього ж періоду встановлюється і канонічність фігури, яка стоїть на весь зріст, додинастичного періоду, поступається місцем в пластиці Раннього царства правильній передачі пропорцій людського тіла.
Нові риси з'явилися і в рельєфах. Якщо в попередню епоху майстри зазвичай воліли багатофігурні композиції, то тепер вони прагнули до лаконічної форми вираження. Чим більше в зображеннях відкинуто другорядних, приватних ознак, тим сильніше виступає головне і істотне в образі, який набуває багатозначний зміст, який підносить його в категорію символу. Наочний приклад тому дає знаменита стела з Абідоса царя I династії Джета. Тут художник знайшов прості і ємні за значенням образотворчі засоби. Ієрогліф змії, який означав ім'я Джета, вписується в прямокутне поле над умовним відтворенням палацового фасаду «серех», який символізував земну оселю фараона і служив житлом божеству, втіленому в образі царюючого правителя.
Суворе вертикальне членування фасаду, аналогічне архітектурним спорудам, контрастує в стелі Джета з гнучким тілом змії. Зображення сокола Гора, що входило до складу імені фараонів нульової династії і Раннього Царства, було зразком каліграфічного написання відповідного ієрогліфічного знака.
У композиції можна помітити зміщення зображень вліво відносно рамки стели та центральної вертикальної осі. Цей прийом оснований на ритмічній рівновазі пропорцій «золотого перетину».

## Скульптура Стародавнього Царства

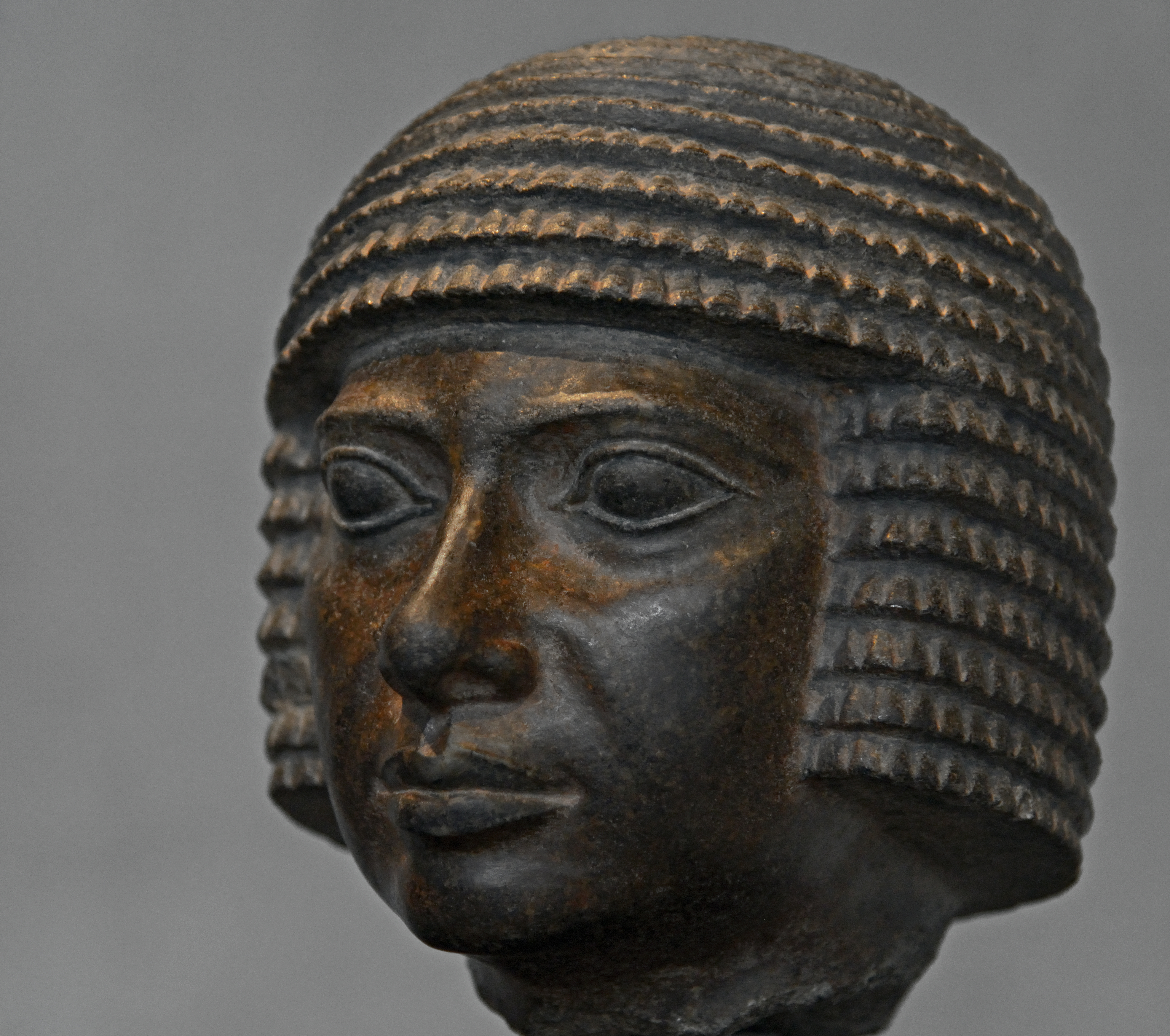
Голова чоловіка. Стародавнє царство, IV династія, 2500 р. до н.е. Гранодіорит. Музей єгипетського мистецтва. Мюнхен

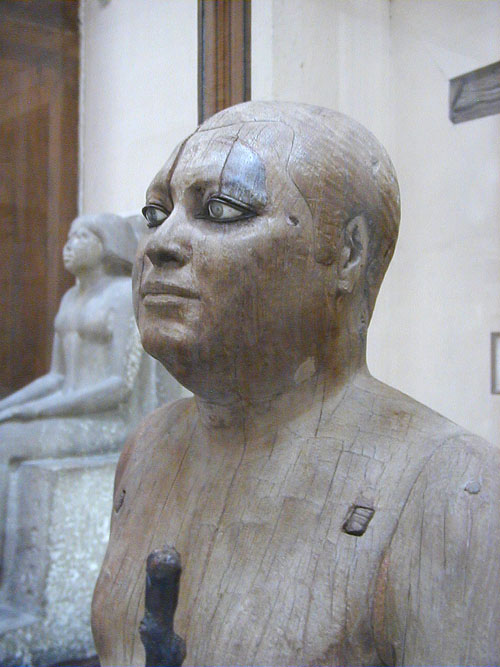
Статуя Каапера, знана як Шейх Ель-Белед («Сільський староста»). Стародавнє царство, V династія. Бл. 2504–2496 рр. до н. е. Масив сикомору. Висота 112 см. Каїрський музей. Єгипет

Від епохи Стародавнього Царства збереглося багато скульптурних пам'ятників, більшість з яких мало ритуальне призначення. Поховання і храми рясніють портретними зображеннями двійників померлих — ка, в яких склалося портретне мистецтво Єгипту. Мистецтво Стародавнього Царства особливо багато такого роду пам'ятниками. До їх числа відносяться не тільки скульптурні зображення в повний зріст, а й «гізеські голови» — зліпки та скульптури голів, які не мають традиційної розмальовки і служили, ймовірно, робочими моделями для портретних зображень.
Статуарні композиції в Стародавньому Царстві строго дотримувалися певної кількості канонізованих типів. Особливе поширення набули стоячі фігури з висунутою вперед лівою ногою, фігури, що сидять на троні або уклінні. Широко застосовувався канонічний тип статуї переписувача. У зв'язку з ритуальними цілями в ужиток був здавна введений прийом складної інкрустації очей або рельєфного обведення по контуру повік, а також ретельне декоративне оформлення статуй, які, незважаючи на канонічну композицію, отримували індивідуальну мальовничу інтерпретацію. Такі скульптурні портрети зодчого Рахотепа (сина фараона Снофру) і його дружини Нофрет — жвавістю і виразністю цих скульптур були приголомшені самі археологи, що проводили розкопки; царських переписувачів, племінника фараона Хеопса, зодчого Хеміуна. Високої майстерності давньоєгипетські художники досягли в дерев'яній скульптурі (статуя Каапера, відома під назвою «Сільський староста»). У гробницях повсюдно зустрічаються невеликі статуетки, що зображували працюючих людей. Тут канон дотриманий менш строго, хоча майстри всіляко уникають неврівноваженості в положенні фігури.
Рельєфи в цю епоху не обмежуються сферою малих форм. В них з'являється сюжетна оповідальність, особливо характерна для ритуальних зображень в гробницях. Поступово складається сувора система їх розміщення: біля входу в храм або в гробницю містяться фігури двох божеств або власника гробниці на весь зріст. Далі вздовж стін коридорів йдуть зображення носіїв дарів, сюжетно спрямовані до середньої ніші з хибним входом. Над нішею дверного отвору зазвичай розташовувалося зображення покійного перед жертовником. Такі ансамблі виконувалися групою майстрів за єдиним задумом, строго відповідним характеру архітектурного рішення. Рельєфи (барельєф і рельєф з поглибленим контуром) відрізнялися площиною виконання і зазвичай розписувалися фарбами. Рельєфні композиції доповнювалися розписом.

## Скульптура Середнього Царства

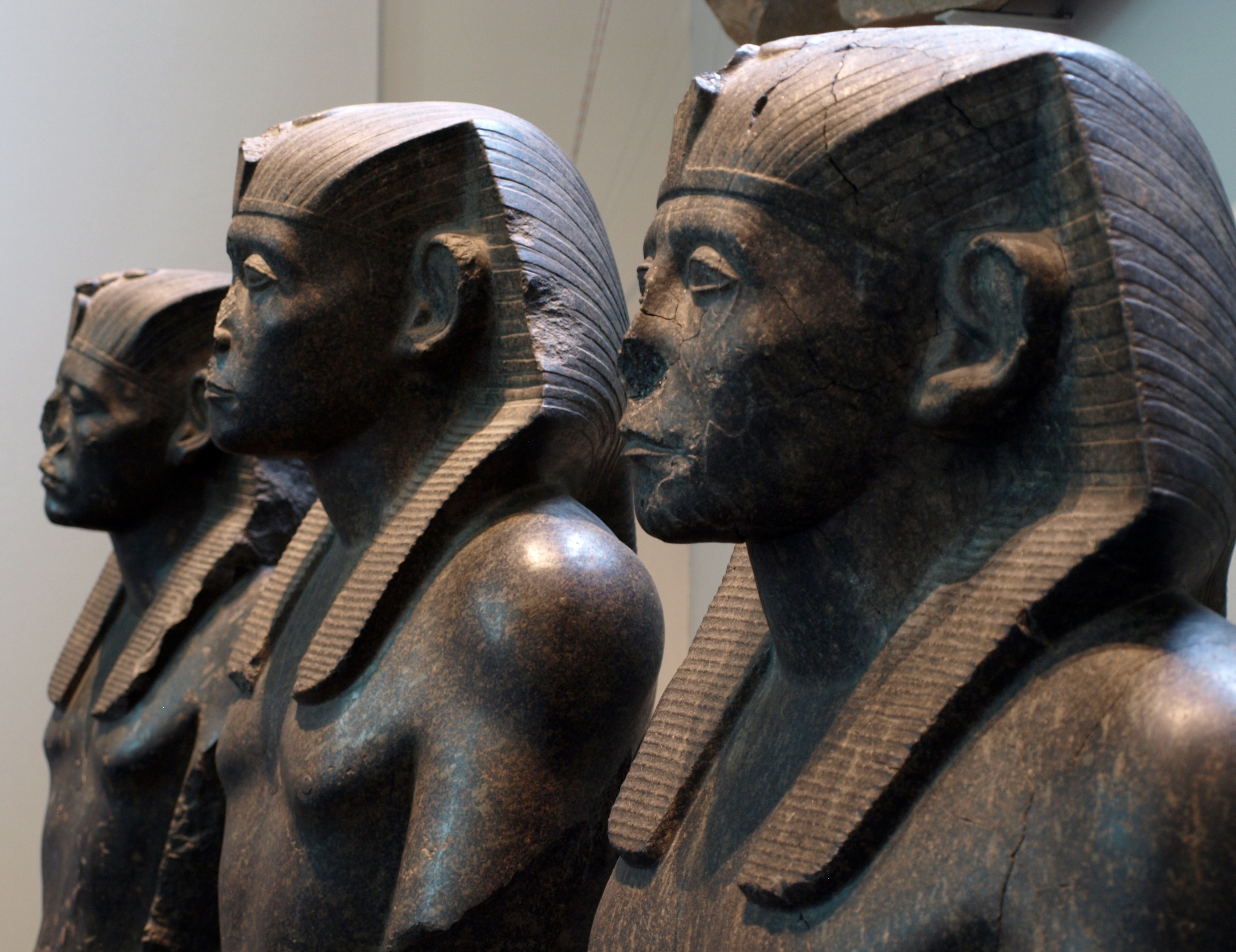
Три гранітних статуї фараона Сенусерта III. Британський музей. Лондон

Значні зміни в скульптурі відбувається саме в Середньому Царстві, що багато в чому пояснюється наявністю і творчим суперництвом безлічі локальних шкіл, які отримали самостійність в період розпаду. З часів XII династії ширше використовуються (і, відповідно, виготовляються у великих кількостях) ритуальні статуї: вони тепер встановлюються не тільки в гробницях, а й в храмах. Серед них як і раніше домінують зображення, пов'язані з обрядом Хеб-Сед (ритуальним відродженням життєвої сили фараона). Перший етап обряду був пов'язаний з символічним вбивством престарілого владики і відбувався над його статуєю, що нагадувала по композиції канонічні зображення і скульптури саркофагів. До цього типу належить хеб-седна статуя Ментухотепа-Небхепетра, що зображає фараона в підкреслено застиглій позі зі схрещеними на грудях руками. Стиль відрізняє велика частка умовності і узагальненості, в цілому типова для скульптурних пам'яток початку епохи. Надалі скульптура приходить до тоншого моделювання осіб і більшої пластичної розчленованості: раніше за все це виявляється в жіночих портретах і зображеннях приватних осіб.
З часом змінюється і іконографія царів. До часу XII династії ідея божественної могутності фараона поступається місцем в зображеннях наполегливим спробам передати людську індивідуальність. Розквіт скульптури з офіційною тематикою припадає на час правління Сенусерта III, який зображувався у всіх роках — від дитячого до зрілого. Найкращими з цих зображень вважаються Обсидіанова голова Сенусерта III і скульптурні портрети його сина Аменемхета III. Оригінальною знахідкою майстрів місцевих шкіл може вважатися тип кубічної статуї — зображення фігури, укладеної в монолітний кам'яний блок.
Мистецтво Середнього Царства — епоха розквіту пластики малих форм, пов'язаних в більшості своїй як і раніше з похоронним культом і його обрядами (плавання на човні, принесення жертовних дарів тощо). Статуетки вирізалися з дерева, покривалися ґрунтом і розписувалися. Нерідко створювалися цілі багатофігурні композиції в круглій скульптурі (аналогічно, як це було прийнято в рельєфах Стародавнього Царства).

## Скульптура Нового Царства

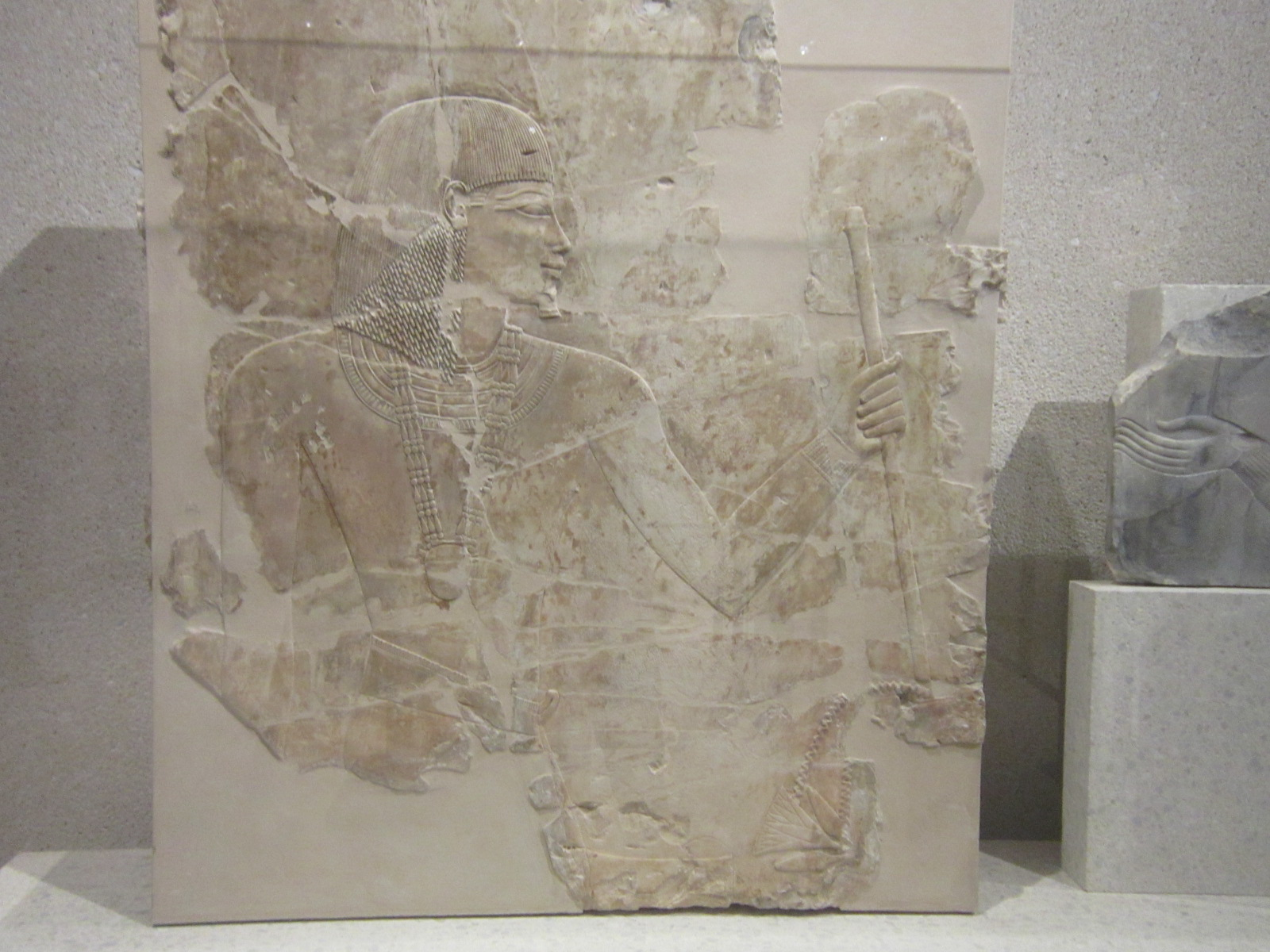
Рельєф з гробниці Хаемхета (XVIII династія, 1388–1351 рр. до н. е.). Єгипетський музей Берліна

Мистецтво Нового Царства відрізняється значним розвитком монументальної скульптури, призначення якої тепер часто виходить за межі сфери похоронного культу. В фіванській скульптурі Нового Царства з'являються риси, не властиві досі не тільки офіційному, а й світському мистецтву. Індивідуальність відрізняє портретні зображення Хатшепсут.
У мистецтві Нового Царства з'являється скульптурний груповий портрет, в особливості зображення подружжя.
Нової якості набуває мистецтво рельєфу. На цю мистецьку область мають помітний вплив деякі жанри літератури, що отримали в епоху Нового Царства широке поширення: гімни, військові літописи, любовна лірика. Нерідко тексти, витримані в цих жанрах, з'єднуються з рельєфними композиціями в храмах і гробницях. В рельєфах фіванських храмів у наявності посилення декоративності, вільне варіювання технік барельєфа і високого рельєфу в поєднанні з барвистими розписами. Таким є портрет Аменхотепа III з гробниці Хаемхета, що поєднує різну висоту рельєфу і в цьому відношенні є новаторським твором. Рельєфи і раніше розташовуються по регістрах, дозволяючи створювати розповідні цикли величезної просторової протяжності.

### Амарнський період

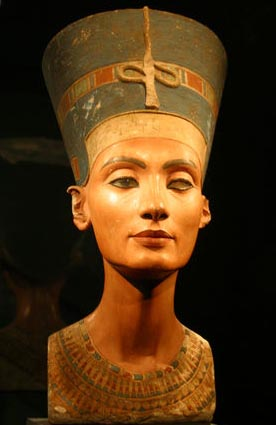
Бюст Нефертіті
(Новий музей, Берлін)

Мистецтво Амарнського періоду відрізняється чудовою своєрідністю, яка випливає насамперед з характеру нового світогляду. Творцем цього стилю став скульптор Бак. Самим незвичайним фактом є відмова від строго ідеалізованого, сакрального розуміння образу фараона. Новий стиль знайшов відбиття навіть в колосах Аменхотепа IV, встановлених в храмі Атона в Карнаку. У цих статуях присутні не тільки типові канонічні прийоми монументального мистецтва, а й нове розуміння портретності, яке тепер вимагало достовірної передачі зовнішнього вигляду фараона аж до характерних особливостей будови тіла. Критерій правдоподібності був свого роду протестом проти колишнього офіційного мистецтва, тому особливим сенсом наповнюється слово «маат» — істина. Зображення Ехнатона — цікавий приклад поєднання достовірності з вимогою граничної узагальненості і нормативності, властивими єгипетському мистецтву. Форма голови фараона, надзвичайно подовжений овал обличчя, тонкі руки і вузьке підборіддя — всі ці риси дбайливо збережені і відображені в новій традиції, але при цьому всі образотворчі прийоми були закріплені на спеціальних зразках — скульптурних моделях.
Характерні прийоми зображення фараона були поширені і на членів його сім'ї. Відвертим нововведенням стало зображення фігур цілком в профіль, що колись не допускалося єгипетським каноном. Новим був і факт збереження в портреті етнічних рис: такою є інкрустована золотом і склоподібною пастою голова матері фараона, цариці Тії. Інтимне ліричне начало проявляється в амарнських рельєфах, наповнених природною пластикою і які не містять канонічних фронтальних зображень.
Кульмінацією розвитку образотворчого мистецтва справедливо вважаються твори скульпторів майстерні Тутмеса. До їх числа належить і широко відома поліхромна голова цариці Нефертіті у синій тіарі. Разом з завершеними творами в розкопках скульптурних майстерень знайдено і безліч гіпсових масок, що служили моделями.

## Скульптура Пізнього Царства

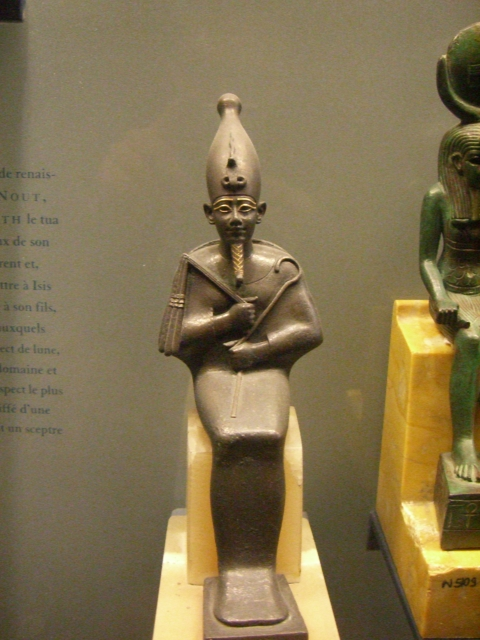
Статуя Осіріса. Лувр, Париж.

За часів Куша в галузі скульптури навички стародавньої високої майстерності почасти згасають — так, портретні зображення на похоронних масках і статуях часто замінюються умовно-ідеалізованими. Разом з тим технічна майстерність скульпторів вдосконалюється, проявляючись, головним чином, в декоративній області. Однією з найкращих портретних робіт є голова статуї Ментуемхета, виконана в реалістичній достовірній манері.
У період панування Саїса в скульптурі знову стає актуальною статичність, умовні обриси осіб, канонічні пози і навіть подібність «архаїчної усмішки», характерною для мистецтва Раннього і Стародавнього Царства. Однак майстри Саіса трактують ці прийоми лише як тему для стилізацій. Водночас Саїсське мистецтво створює безліч чудових портретів. В деяких з них навмисно архаїзовані форми, що наслідують древнім правилам, поєднуються з досить сміливими відступами від канону. Так, в статуї наближеного фараона Псамметіха I дотриманий канон симетричного зображення сидячої фігури, але, порушує її, ліва нога сидячого, яка поставлена вертикально. Так само вільно поєднуються канонічно-статичні форми тіла і сучасний стиль зображення осіб.
У нечисленних пам'ятках епохи перського панування також переважають чисто єгипетські стильові риси. Навіть перський цар Дарій зображений на рельєфі в одязі єгипетського воїна з жертовними дарами, причому його ім'я написано ієрогліфами.
Скульптури птолемеївського періоду здебільшого також виконані в традиціях єгипетського канону. Однак елліністична культура вплинула на характер трактування особи, внісши велику пластичність, м'якість і ліризм.